# Model V

Przykład Modelu V w inżynierii systemowej

Model V – sekwencyjny model wytwarzania oprogramowania, najczęściej posiadający cztery poziomy testowania odpowiadające czterem poziomom rozwoju oprogramowania.
Najczęściej używane poziomy testowania w Modelu V:
– testy modułowe (jednostkowe),
– testy integracyjne,
– testy systemowe,
– testy akceptacyjne.
W praktycznym zastosowaniu Model V może posiadać różną ilość poziomów, jest to uzależnione od projektu i rodzaju wytwarzanego oprogramowania.